# Koninklijke Australische marine
De Koninklijke Australische marine (Engels: Royal Australian Navy, afgekort: RAN) is de marinetak van de Australische defensiemacht. Het is een middelgrote zeemacht en een van de sterkste zeemachten in de regio van de Grote Oceaan. De marine heeft ook een luchttak die volledig uit helikopters bestaat. De meeste grotere schepen van de marine kunnen met helikopters opereren. De schepen van de Australische marine dragen het voorvoegsel HMAS, wat staat voor Her Majesty's Australian Ship (Nederlands: Hare Majesteits Australisch Schip).

## Geschiedenis

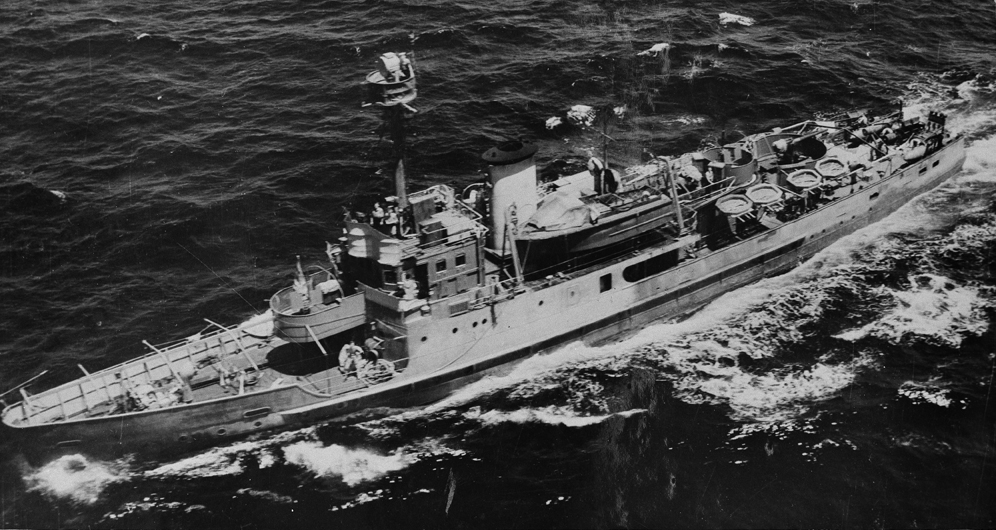
De HMAS Abraham Crijnessen, voordien een Nederlandse mijnenveger die naar Australië vluchtte na de val van Nederlands Oost-Indië (feb 1943).

Voor de Australische marine bestond had de Britse marine een eenheid in Australië.
Op 1 maart 1901 werd de marine van het Gemenebest Australië opgericht. In 1909 werd op een conferentie beslist dat Australië minstens een slagschip, drie kruisers, zes torpedobootjagers en drie onderzeeërs moest hebben. In november 1910 kwamen de eerste van die schepen aan in Australië. Op 10 juli 1911 stond koning George V van het Verenigd Koninkrijk het gebruik van het predicaat koninklijke toe.
Tijdens de Eerste Wereldoorlog was RAN voornamelijk verantwoordelijk voor het beschermen van de eigen havens en territoriale wateren. Daarnaast speelde ze ook een belangrijke rol in het innemen van Duitse koloniën zoals Duits Nieuw-Guinea in 1914. Aan de vooravond van de oorlog telde de RAN zo'n 3800 manschappen. Aan het einde waren dat er 5263.
In het begin van het interbellum breidde de Australische marine haar vloot verder uit. De economische crisis in de jaren 1930 bracht dan weer financieringsproblemen waarna het aantal manschappen fors afnam. De enige operatie gedurende het interbellum was een expeditie naar de Salomonseilanden in 1927.
Tijdens de Tweede Wereldoorlog had de RAN dezelfde taken als bij de Eerste. De schepen namen deel aan de zeeslagen in Zuidoost-Azië en leed daarbij zware verliezen. Het aantal manschappen steeg van 5010 aan het begin tot bijna 37.000 aan het einde van de oorlog midden 1945. Onder hen sneuvelde 2170 man.
Na deze oorlog was de Australische marine de op vier na grootste marine ter wereld. Ze werd opnieuw sterk gereduceerd maar wel versterkt met onder meer twee vliegdekschepen, de HMAS Melbourne en HMAS Sydney. Gedurende de Koude Oorlog opereerde de RAN samen met de Britse- en de Amerikaanse marine in het zuidoostelijk deel van de wereld. Ze nam onder meer deel aan de Koreaanse Oorlog, de Vietnamoorlog en de Eerste Golfoorlog.

## Marinebases
De RAN heeft twee hoofdbases:
- Vlootbasis Oost op HMAS Kuttabul nabij Sydney.
- Vlootbasis West op HMAS Stirling nabij Perth.

Verder zijn er drie marinehavens:
- HMAS Coonawarra nabij Darwin.
- HMAS Cairns nabij Cairns.
- HMAS Waterhen nabij Sydney.

De marine heeft ook trainingsbases:
- HMAS Cerberus nabij Melbourne.
- HMAS Creswell nabij Sydney.
- HMAS Penguin nabij Mosman.
- HMAS Watson nabij Sydney.

Er is ook een diensten- en communicatiecentrum van en voor de marine:
- HMAS Harman nabij Canberra.

De luchtarm van de marine opereert vanaf eigen bases:
- HMAS Albatross nabij Nowra.

## Inventaris

### Schepen

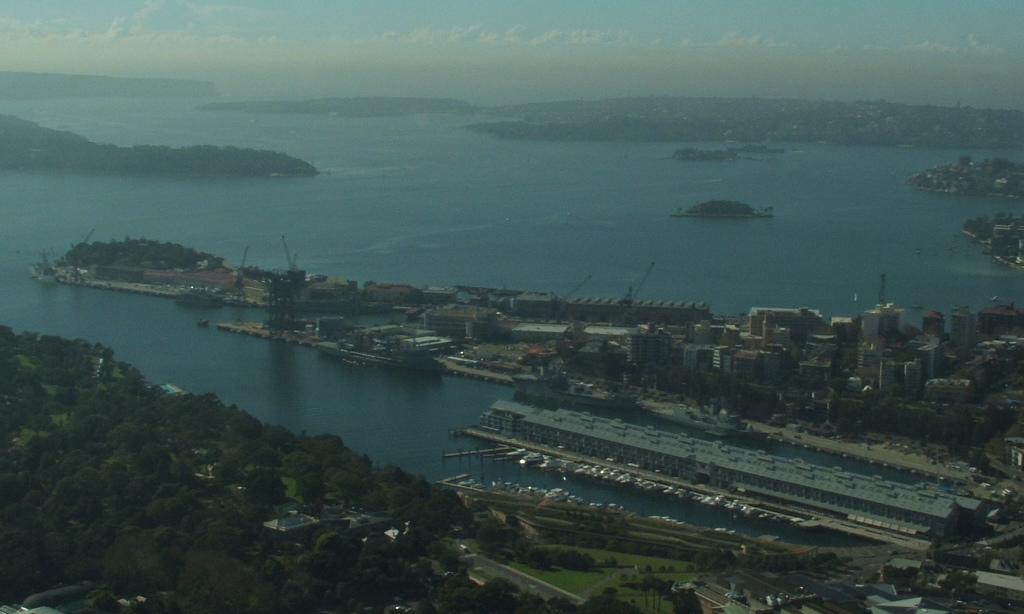
HMAS Kuttabul nabij Sydney; 2007.

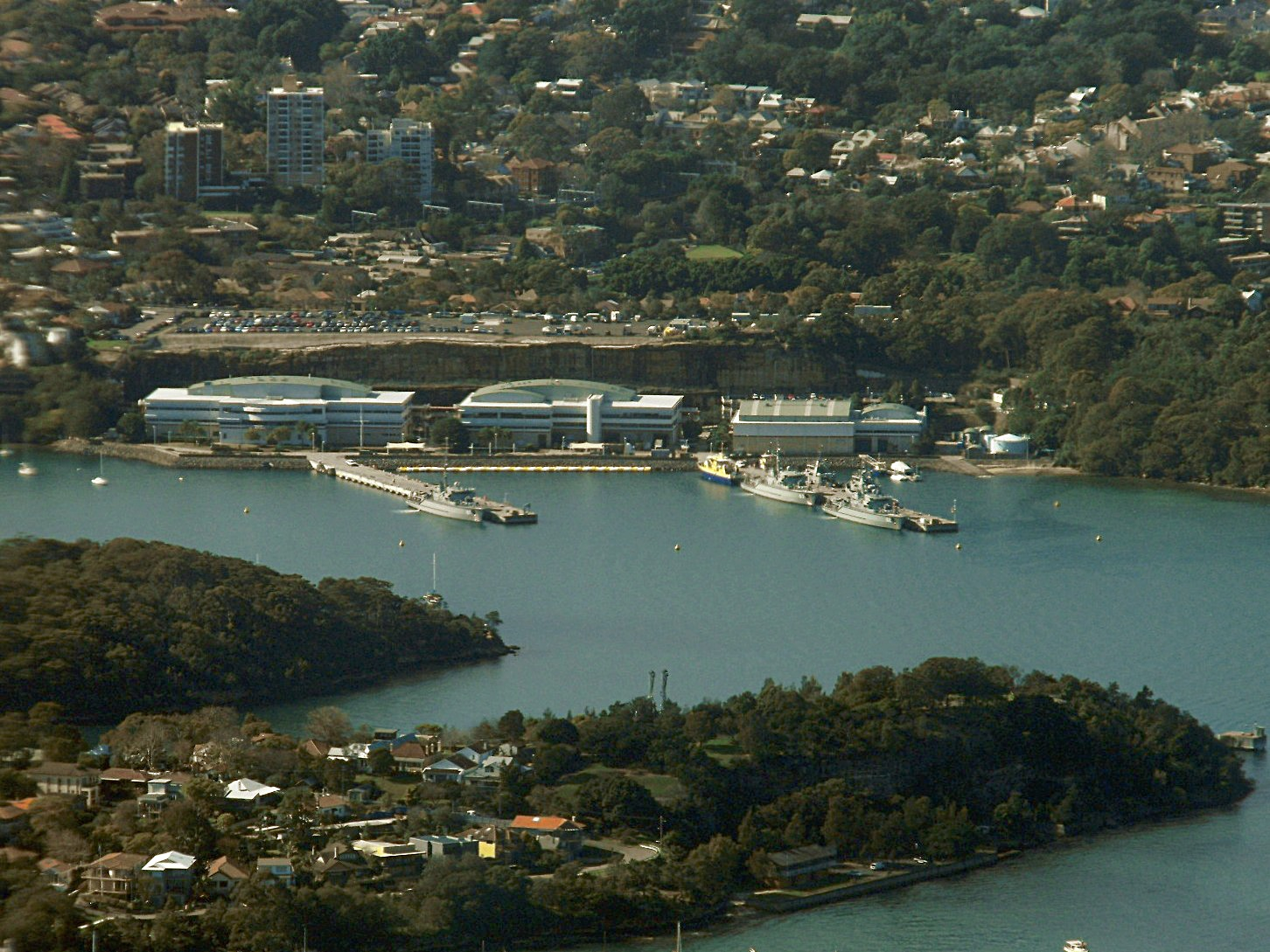
HMAS Waterhen nabij Nowra; 2009.

|  | Klasse          | Scheepstype              | Aantal schepen | Jaar |
|  | --------------- | ------------------------ | -------------- | ---- |
|  | Armidale-klasse | patrouille               | 14             | 2005 |
|  | ANZAC-klasse    | fregat                   | 8              | 1996 |
|  | Huon-klasse     | mijnenveger              | 6              | 1997 |
|  | Collins-klasse  | onderzeeër               | 6              | 2000 |
|  | Adelaide-klasse | fregat                   | 4              | 1985 |
|  | Kanimbla-klasse | amfibisch transportschip | 2              | 1994 |

### Helikopters
| Toestel             | Versie(s) | # (or.) | Rol             | Herkomst                   |
| ------------------- | --------- | ------- | --------------- | -------------------------- |
| Sikorsky S-70       | S-70B     | 16      | anti-onderzeeër | Verenigde Staten           |
| Eurocopter Ecureuil | AS350BA   | 13      | training        | Frankrijk                  |
| Westland Sea King   | MK 50A    | 6       | transport       | Verenigd Koninkrijk        |
| Agusta A109         | A109E     | 3       | training        | Italië                     |
| NHI NH90            | MRH 90    | 2       | transport       | Frankrijk Italië Nederland |

In februari 2019 werd bekend dat de Franse Naval Group 12 onderzeeboten gaat bouwen voor de marine. De order heeft een totale waarde van AU$ 50 miljard. De vaartuigen komen tussen 2030 en 2040 in dienst. Naar verwachting blijven ze tot ongeveer tot het jaar 2080 in de vaart. Het zijn onderzeeboten van de Barracudaklasse, maar met een conventionele aandrijving. Ze worden gebouwd op een nieuwe scheepswerf in Zuid-Australië.